# Бакум
Бакум (њем. Bakum) општина је у њемачкој савезној држави Доња Саксонија. Једно је од 10 општинских средишта округа Фехта. Према процјени из 2010. у општини је живјело 5.853 становника. Посједује регионалну шифру (AGS) 3460001.

## Географски и демографски подаци
Бакум се налази у савезној држави Доња Саксонија у округу Фехта. Општина се налази на надморској висини од 31 метра. Површина општине износи 78,7 km². У самом мјесту је, према процјени из 2010. године, живјело 5.853 становника. Просјечна густина становништва износи 74 становника/km².